# Triticum dicoccoides
Triticum dicoccoides o pisana i espelta bessona, és una espècie comuna del cereal Triticum (blat). Pertany als tetraploides (posseeix quatre còpies de cada cromosoma). El seu genoma té 14 cromosomes.
En l'antiguitat va ser l'espècie de blat més important per a la humanitat, però actualment és gairebé extinta, puix que tan sols es conserven conreus d'aquesta espècie en algunes regions de l'Índia. A Galícia, Lleó i Astúries es cultiva d'ençà d'almenys 2500 anys.

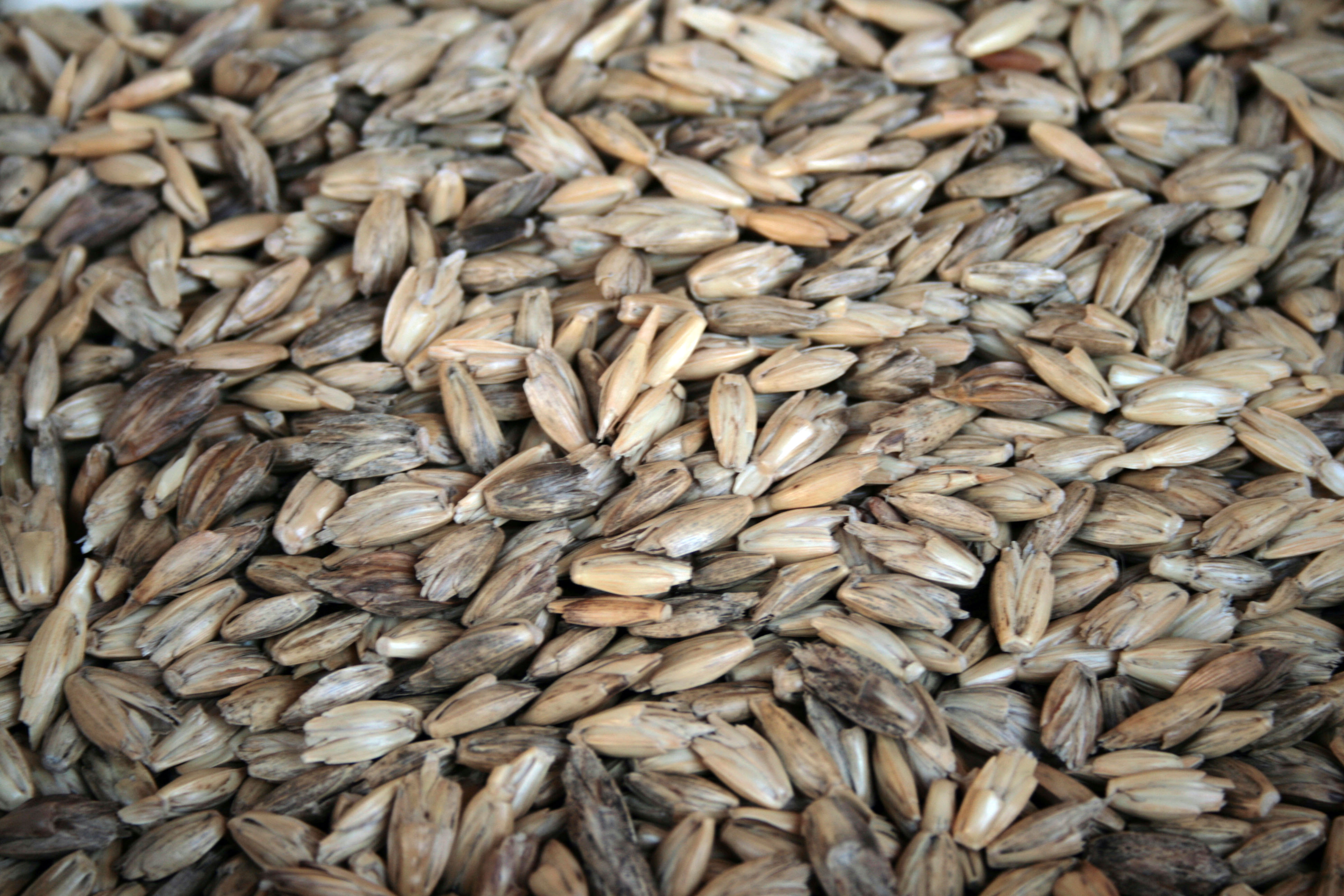
Detall de grans de pisana.

La pisana conté gluten i no és apta perquè la consumeixin persones celíaques.